# Psychotic Supper
| Recensione           | Giudizio |
| -------------------- | -------- |
| AllMusic             |          |
| Entertainment Weekly | C+       |

Psychotic Supper è il terzo album in studio del gruppo musicale statunitense Tesla, pubblicato il 30 agosto 1991 dalla Geffen Records.

## Tracce
1. Change in the Weather – 3:38 (Jeff Keith, Frank Hannon, Tommy Skeoch)
2. Edison's Medicine – 4:47 (Keith, Hannon, Skeoch, Brian Wheat, Michael Barbiero)
3. Don't De-Rock Me – 5:11 (Skeoch, Barbiero)
4. Call It What You Want – 4:29 (Keith, Wheat, Barbiero)
5. Song & Emotion – 4:27 (Keith, Hannon, Skeoch, Barbiero)
6. Time – 5:13 (Keith, Hannon)
7. Government Personnel – 0:58 (Hannon)
8. Freedom Slaves – 6:40 (Hannon, Wheat)
9. Had Enough – 4:49 (Skeoch)
10. What You Give – 7:15 (Keith, Hannon)
11. Stir it Up – 5:41 (Keith, Skeoch)
12. Can't Stop – 5:27 (Keith, Hannon, Skeoch, Wheat)
13. Toke About It – 5:27 (Hannon, Barbiero)

Tracce bonus nell'edizione giapponese
1. Rock the Nation (cover dei Montrose) – 3:31 (Ronnie Montrose)
2. I Ain't Superstitious (cover di Jeff Beck) – 3:12 (Willie Dixon) – originariamente apparsa come lato B del singolo Love Song nel 1989
3. Run Run Run (cover dei Jo Jo Gunne) – 2:47 (Jay Ferguson, Mark Andes) – originariamente apparsa come lato B del singolo Love Song nel 1989

## Formazione
Gruppo
- Jeff Keith – voce
- Frank Hannon – chitarre, tastiere, cori
- Tommy Skeoch – chitarre, cori
- Brian Wheat – basso, cori
- Troy Luccketta – batteria

Produzione
- Steve Thompson – produzione
- Michael Barbiero – produzione, ingegneria del suono, missaggio
- George Cowan – ingegneria del suono (assistente)
- Vic Deyglio – ingegneria del suono (assistente)
- Lee Anthony, Lolly Grodner – missaggio addizionale
- George Marino – mastering presso lo Sterling Sound di New York
- Nick Egan – direzione artistica
- Michael Halsband – fotografia

## Classifiche
| Classifica (1991) | Posizione massima |
| ----------------- | ----------------- |
| Canada            | 32                |
| Finlandia         | 38                |
| Regno Unito       | 44                |
| Stati Uniti       | 13                |
| Svizzera          | 39                |